# اپل (خودرو)

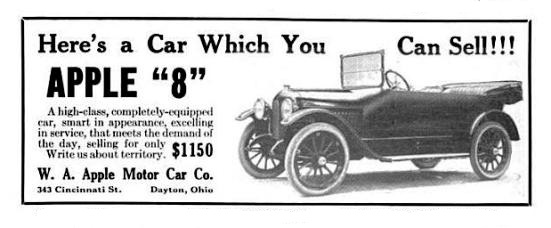
اوپل 8 نسل اول اپل

اپل (انگلیسی: Apple) یک خودروساز آمریکایی در دیتون، اوهایو بود که عمر کمی داشت و توسط اپل اتومبیل در بین سال‌های ۱۹۱۵ تا ۱۹۱۷ خودرو تولید می‌کرد. اپل اتومبیل اطمینان داده بود که با ۱٬۱۵۰ دلار می‌توان مدل ۸ اپل را خرید با شعار "یک ماشین که شما می‌توانید بفروشید!". اما متأسفانه برای این شرکت، به نظر می‌رسید که مردم حاضر به خرید اتومبیل‌های اپل نیستند.